# Podwale (Borki)
Podwale – dawna część wsi Borki w Polsce, położona w województwie małopolskim, w powiecie dąbrowskim, w gminie Szczucin.
W latach 1975–1998 Podwale administracyjnie należało do województwa tarnowskiego.
Nazwę zniesiono z 2023 r.